# Bačko Gradište
Bačko Gradište (cyr. Бачко Градиште) – wieś w Serbii, w Wojwodinie, w okręgu południowobackim, w gminie Bečej. W 2011 roku liczyła 5110 mieszkańców.